# Huang Jie
Huang Jie (chino tradicional: 黃捷)  (condado de Kaohsiung, 19 de enero de 1993) es una política taiwanesa del Partido Progresista Democrático (PPD).
Antigua miembro del Partido del Nuevo Poder (PNP), en 2018 fue elegida concejala del ayuntamiento de Kaohsiung, en representación del distrito de Fongshan, y se hizo conocida por su beligerante oposición hacia el alcalde. En las elecciones legislativas taiwanesas de 2024, fue elegida en el Yuan Legislativo como candidata del PPD, convirtiéndose en la primera miembro abiertamente LGBT de la cámara.

## Biografía

### Formación
Huang se graduó en la Universidad Nacional de Taiwán en Salud pública y Sociología. Más adelante, fue admitida en el programa de posgrado del Instituto de Salud Ambiental de la Universidad Nacional de Taiwán, pero no finalizó el curso y se puso a trabajar de periodista y, más tarde, como asistente legislativa del Partido del Nuevo Poder. Retomó las clases de posgrado, pero pidió una segunda excedencia cuando decidió presentarse como candidata para las elecciones municipales de 2018.

### Ayuntamiento de Kaohsiung

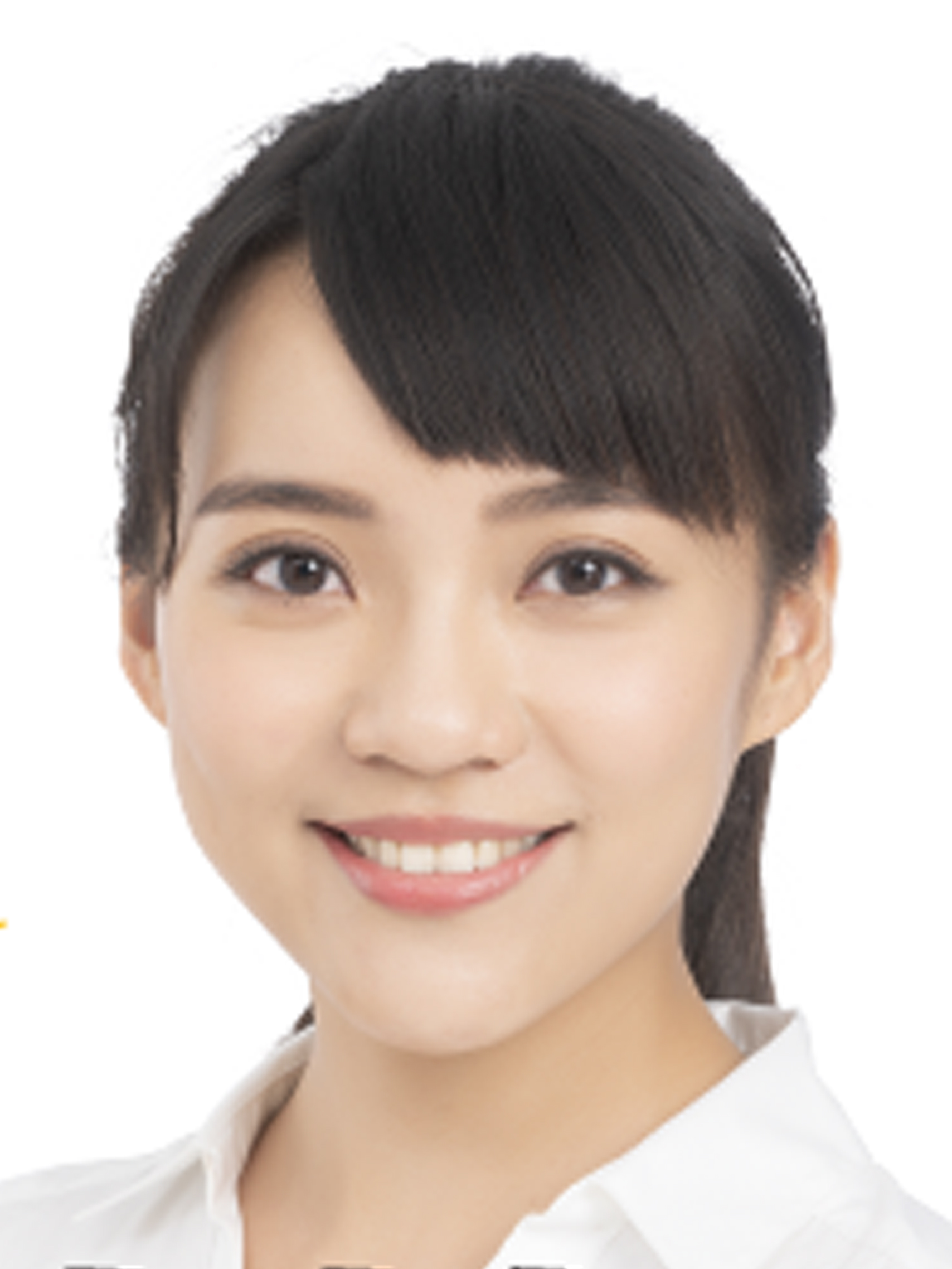
Huang en 2018

Huang es conocida por sus duras críticas contra el plan del alcalde Han Kuo-yu, del partido conservador Guomindang, de establecer una zona de libre comercio en Kaohsiung. En 2020 fue una de las promotoras del referéndum de revocación de Han, que terminó con la salida del alcalde el 6 de junio. Como represalia por provocar el cese de Han, el Guomindang promovió un referéndum de revocación contra Huang que no tuvo éxito.
Huang, que había dejado el PNP a finales de agosto de 2020, se presentó a la reelección en 2022, como candidata independiente, y renovó su escaño de concejala con el mayor número de votos de todos los candidatos de la ciudad.

### Yuan legislativo
En agosto de 2023, Huang Jie se unió al Partido Progresista Democrático. Fue la candidata para el Yuan Legislativo, en representación de la 6ª circunscripción electoral de la ciudad de Kaohsiung, en las elecciones legislativas taiwanesas de 2024 celebradas del 13 de enero. Obtuvo 113.670 votos (51,01%), superando a Chen Mei-ya (del Guomindang) y a Kuo Pei-hung (de Alianza Formosa). Huang se había convertido en la primera candidata abiertamente lesbiana de la historia de las elecciones legislativas en Taiwán, y cuando tomó posesión del escaño con 31 años, era la representante más joven del cuarto.

## Reconocimientos
El 2 de octubre de 2024, Huang fue incluida en la lista de líderes emergentes 100 Next de la revista Time, por su defensa apasionada de los derechos humanos, de los bienes públicos y de las minorías. En diciembre de 2024, Huang Jie fue incluida en la lista internacional 100 Women de la BBC, que recoge a las mujeres más inspiradoras del año.